# Scalde
Pour les articles homonymes, voir Skald.

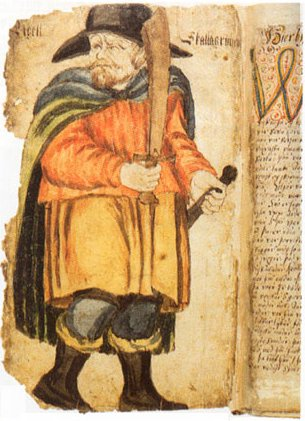
Représentation du scalde viking Egill Skallagrímsson dans la saga d'Egill.

Le scalde est un poète scandinave, très souvent islandais, du Moyen Âge, essentiellement du IXe au XIIIe siècle.
Un scalde est parfois le personnage principal d'une saga. C'est le cas d'Egill Skallagrimsson, Hallfreðr vandræðaskáld ou Gunnlaug Langue-de-serpent.
Le scalde n'a pas seulement un rôle de diffusion de la tradition orale, il peut également prendre les armes, avoir un rôle politique, servir de message, de négociateur ou d'informateur. Sigvatr Þórðarson endosse notamment ce rôle lorsqu'il se rend en Suède au début du XIe siècle.
Le scalde fait partie des milieux des cours royales puis que c'est dans ce cadre qu'ils composent leurs poèmes. Dans ceux-ci, ils contribuent à conserver la mémoire des rois tout en vantant leurs exploits et générosités comme éléments principaux des louanges de leur poème. En échange, ils peuvent recevoir des bijoux, des armes ou d'autres objets précieux.
Cette pratique perdure avec la christianisation. Plus de 300 noms de scaldes sont connus, mêlant hommes et femmes. Hormis quelques exceptions, on ignore presque tout de la plupart de ces scaldes. Les plus anciens de ces noms auraient vécu au Ixe siècle comme Bragi Boddason. Les islandais semblent passer maître de la poésie scaldique, cependant cela serait un effet de source car c'est en Islande que se constituent et se préservent la majorité des textes médiévaux.

## Étymologie
Le mot scalde ou skald provient peut-être du proto-germanique *skalliz "son, voix" (Vieux haut-allemand skal "son"). La forme skalsang "chant élogieux, louange" existe également en Proto-germanique, ainsi que skellan qui signifie "sonnerie, résonance". La racine en Vieux haut-allemand skeltan , proche étymologiquement de la racine skald (Proto-Germanique *skeldan), signifie "gronder, reprocher, accuser, insulter". La personne qui insulte est nommée skelto ou skeltāri. Cette notion d'insulte peut être rapprochée de *skēth-, *skəth- en Indo-européen, avec le sens de "critiquer, insulter" . En néerlandais, schelden signifie "insulter, vociférer".

## Codification des poèmes scaldiques
Les principales informations qui codifient la poésie scaldique se trouve dans le Codex Regius qui rassemble 31 poèmes en vers allitératifs comme la Völuspá ou la Völundarkviða. Il compose en se fondant sur l'allitération, le compte des syllabes et l'accentuation. Sa poésie strophique, avec ou sans refrain, volontairement sans lyrisme, à la formulation stéréotypée, loue des personnages, récapitule un lignage, expose des sentiments personnels ou décrit un bel objet. Elle sert de base documentaire à Snorri Sturluson pour la composition de son Edda puis aux rédacteurs de sagas.

## Scaldes notables
- Sigvatr Þórðarson (v. 995 - 1045)
- Bragi Boddason
- Bersi Skáldtorfuson
- Þórðr Sjáreksson, scalde islandais du XIe siècle